# Lista de acidentes e incidentes aéreos no Brasil
Esta lista cita os acidentes e incidentes aéreos ocorridos no Brasil no qual o primeiro ocorreu no dia 1 de março de 1915 e o último relatado ocorrido no dia 09 de janeiro de 2025.
O voo TAM 3054 foi o acidente mais letal do país, com 199 óbitos. A Agência Nacional de Aviação Civil (ANAC) registrou 670 acidentes aéreos e 252 mortes de fevereiro de 2019 a maio de 2024, registrando, em média, um acidente a cada dois dias.

## Lista

### Ocorridos no Brasil
Os incidentes aéreos ocorridos no Brasil, são incidentes ocorridos dentro do espaço aéreo brasileiro sem a necessidade da origem ou destino do voo ser o Brasil. Estes tipos de acidentes são investigados pela ANAC, pela Força Aérea Brasileira (FAB), pela Polícia Federal (PF) e pela Polícia Civil.
| Modelo da aeronave, voo ou nome do incidente | Data                    | Ano  | Local                                                                              | Estado              | Causa | Operador                                                           | Passageiros | Tripulantes | Vitimas fatais            | Feridos                           | Sobreviventes |
| --- | ----------------------- | ---- | ---------------------------------------------------------------------------------- | ------------------- | --- | ------------------------------------------------------------------ | ----------- | ----------- | ------------------------- | --------------------------------- | ------------- |
| Morane-Saulnier Parasol Type L MoS-3 ★ | 01 de março de 1915     | 1915 | General Carneiro, Paraná                                                           | Paraná              | Pane mecânica, condições meteorológicas adversas e colisão com uma árvore                                                         | Corpo de Aviação do Exército Brasileiro                            | 0           | 1           | 1 (todos)                 | 0                                 | 0             |
| Dornier Do J P-BACA ★ | 03 de dezembro de 1928  | 1928 | Baía de Guanabara, Rio de Janeiro                                                  | Rio de Janeiro      | Erro humano do piloto | Particular                                                         | 9           | 5           | 14 (todos)                | 0                                 | 0             |
| Hidroavião Baby Clipper NC 16933 | 13 de agosto de 1939    | 1939 | Ilha das Cobras, Rio de Janeiro                                                    | Rio de Janeiro      | Falha no motor | PANAM                                                              | 12          | 4           | 14                        | 2                                 | 2             |
| Choque no ar da enseada de Botafogo | 08 de novembro de 1940  | 1940 | Praia de Botafogo, Rio de Janeiro                                                  | Rio de Janeiro      | Colisão no ar e erro humano do piloto                                                                                             | Particular                                                         | 15          | 3           | 18 (todos)                | 0                                 | 0             |
| Choque no ar da enseada de Botafogo | 08 de novembro de 1940  | 1940 | Praia de Botafogo, Rio de Janeiro                                                  | Rio de Janeiro      | Colisão no ar e erro humano do piloto                                                                                             | Particular                                                         | 0           | 1           | 1 (todos)                 | 0                                 | 0             |
| Lockheed Lodestar PP-PBG | 28 de setembro de 1942  | 1942 | Santo André, São Paulo                                                             | São Paulo           | Pane seca | PANAIR                                                             | 11          | 4           | 15 (todos)                | 0                                 | 0             |
| Junkers PP-SPD ★ | 27 de agosto de 1943    | 1943 | Baía de Guanabara, Rio de Janeiro, Rio de Janeiro                                  | Rio de Janeiro      | Baixa visibilidade e erro do piloto                                                                                               | VASP                                                               | 18          | 3           | 18                        | 3                                 | 3             |
| DC-3 Panair | 27 de setembro de 1946  | 1946 | Alto Rio Doce, Minas Gerais                                                        | Minas Gerias        | Condições climáticas e turbulência                                                                                                | PANAIR                                                             | 22          | 3           | 25 (todos)                | 0                                 | 0             |
| Avro York LV-XIG | 23 de dezembro de 1946  | 1946 | Tijuca, Rio de Janeiro                                                             | Rio de Janeiro      | Colisão com o solo em voo controlado                                                                                              | Flota Aérea Mercante Argentina - FAMA                              | 17          | 4           | 20                        | 1                                 | 1             |
| Douglas DC-3 C-47, 2023 | 6 de junho de 1949      | 1949 | Palhoça, Santa Catarina                                                            | Santa Catarina      | Colisão com morro em voo controlado e condições climáticas adversas                                                               | FAB - Força Aérea Brasileira                                       | 22          | 6           | 28 (todos)                | 0                                 | 0             |
| Douglas DC-3 PP-AVZ | 30 de maio de 1950      | 1950 | Ilhéus, Bahia                                                                      | Bahia               | Perda de controle e sustentação causada por condições meteorológicas adversas                                                     | Aerovias Brasil                                                    | 15          | 4           | 17                        | 2                                 | 2             |
| Panair 099 † | 28 de julho de 1950     | 1950 | Sapucaia do Sul, Rio Grande do Sul                                                 | Rio Grande do Sul   | Colisão com o solo em voo controlado                                                                                              | PANAIR                                                             | 44          | 7           | 51 (todos)                | 0                                 | 0             |
| Locked L-18 Lodestar PP-SAA ★ | 30 de julho de 1950     | 1950 | Cerro dos Cortellini, São Francisco de Assis, Rio Grande do Sul                    | Rio Grande do Sul   | Colisão com terreno montanhoso por descumprimento das ordens da torre de controle e condições climáticas adversas                 | SAVAG                                                              | 6           | 4           | 10 (todos)                | 0                                 | 0             |
| Douglas C-47 PP-LPG | 12 de julho de 1951     | 1951 | Aracaju, Sergipe                                                                   | Sergipe             | Erro do piloto pelas condições climáticas                                                                                         | LAP                                                                | 28          | 5           | 33 (todos)                | 0                                 | 0             |
| Douglas C-47-DL PP-YPX ★ | 17 de setembro de 1951  | 1951 | Ubatuba, São Paulo                                                                 | São Paulo           | Desconhecida | REAL                                                               | 6           | 4           | 10 (todos)                | 0                                 | 0             |
| Panam 202 † | 28 de abril de 1952     | 1952 | Carolina, Maranhão                                                                 | Maranhão            | Descompressão explosiva | PANAM                                                              | 41          | 9           | 50 (todos)                | 0                                 | 0             |
| Douglas DC-3 PP-ANH | 12 de agosto de 1952    | 1952 | Palmeiras de Goiás, Goiás                                                          | Goiás               | Explosão indeterminada durante o voo                                                                                              | VIABRAS                                                            | 20          | 4           | 24 (todos)                | 0                                 | 0             |
| Curtiss C-46 PP-VCF | 07 de abril de 1957     | 1957 | Bagé, Rio Grande do Sul                                                            | Rio Grande do Sul   | Incêndio à bordo | VARIG                                                              | 35          | 5           | 40 (todos)                | 0                                 | 0             |
| DC-3 PP-ANX | 10 de abril de 1957     | 1957 | São Paulo, São Paulo                                                               | São Paulo           | Perda de sustentação causada por pane de motor                                                                                    | REAL                                                               | 26          | 4           | 26                        | 4                                 | 4             |
| DC-4 PP- AXS | 02 de novembro de 1957  | 1958 | Praia da Baleia, São Paulo                                                         | São Paulo           | Perda de um dos motores devido a um incêndio                                                                                      | REAL                                                               | 30          | 8           |                           |                                   |               |
| Cruzeiro do Sul - Convair CV-440 PP-CEP/CFE ★ | 16 de junho de 1958     | 1958 | São José dos Pinhais, Paraná                                                       | Paraná              | Perda de controle por condições meteorológicas adversas                                                                           | Cruzeiro do Sul                                                    | 22          | 5           | 22                        | 3                                 | 5             |
| Loide Aéreo Nacional 652 | 05 de setembro de 1958  | 1958 | Campina Grande, Paraíba                                                            | Paraíba             | Erro do piloto pelas condições climáticas                                                                                         | Lóide Aéreo                                                        | 40          | 3           | 13                        | 27                                | 27            |
| Lufthansa 502 | 11 de janeiro de 1959   | 1959 | Rio de Janeiro, Rio de Janeiro                                                     | Rio de Janeiro      | Colisão com o solo em voo controlado                                                                                              | Lufthansa                                                          | 29          | 10          | 36                        | 3                                 | 3             |
| SAAB Scandia PP-SQV | 23 de setembro de 1959  | 1959 | São Paulo, São Paulo                                                               | São Paulo           | Erro no abastecimento | VASP                                                               | 16          | 4           | 20 (todos)                | 0                                 | 0             |
| Choque no ar em Ramos | 22 de dezembro de 1959  | 1959 | Ramos, Rio de Janeiro                                                              | Rio de Janeiro      | Colisão no ar e erro humano do piloto                                                                                             | VASP                                                               | 26          | 6           | 42 (todos) (10 solo)      | 0                                 | 0             |
| Choque no ar em Ramos | 22 de dezembro de 1959  | 1959 | Ramos, Rio de Janeiro                                                              | Rio de Janeiro      | Colisão no ar e erro humano do piloto                                                                                             | Força Aérea Brasileira                                             | 0           | 1           | 0                         | 0                                 | 1 (todos)     |
| Choque no ar no Rio de Janeiro em 1960 † | 25 de fevereiro de 1960 | 1960 | Rio de Janeiro, Rio de Janeiro                                                     | Rio de Janeiro      | Colisão no ar e erro humano (do piloto e da torre)                                                                                | REAL                                                               | 23          | 3           | 26 (todos)                | 0                                 | 0             |
| Choque no ar no Rio de Janeiro em 1960 † | 25 de fevereiro de 1960 | 1960 | Rio de Janeiro, Rio de Janeiro                                                     | Rio de Janeiro      | Colisão no ar e erro humano (do piloto e da torre)                                                                                | Marinha dos Estados Unidos                                         | 31          | 7           | 35                        | 3                                 | 3             |
| REAL Transportes Aéreos 435 † | 24 de junho de 1960     | 1960 | Rio de Janeiro, Rio de Janeiro                                                     | Rio de Janeiro      | Desconhecida | REAL                                                               | 49          | 5           | 54 (todos)                | 0                                 | 0             |
| Douglas DC-7C PP-PDO | 01 de novembro de 1961  | 1961 | Recife, Pernambuco                                                                 | Pernambuco          | Colisão com o solo em voo controlado                                                                                              | PANAIR                                                             | 79          | 9           | 45                        | 43                                | 43            |
| Bell 47J Ranger prefixo N-7005 ★ | 20 de fevereiro de 1961 | 1961 | Petrópolis, Rio de Janeiro                                                         | Rio de Janeiro      | Perda de sustentação e colisão com prédio e árvores                                                                               | Aviação Naval Brasileira                                           | 4           | 1           | 4                         | 7 5 (todos ocupantes) 2 (em solo) | 1             |
| Aerolíneas Argentinas 322 † | 23 de novembro de 1961  | 1961 | Campinas, São Paulo                                                                | São Paulo           | Colisão com o solo em voo controlado decorrente de erro do piloto                                                                 | Aerolíneas Argentinas                                              | 40          | 12          | 52 (todos)                | 0                                 | 0             |
| Panair do Brasil 026 | 20 de agosto de 1962    | 1962 | Rio de Janeiro, Rio de Janeiro                                                     | Rio de Janeiro      | Erro na configuração do estabilizador horizontal                                                                                  | PANAIR                                                             | 115         | 5           | 14                        | 106                               | 106           |
| Choque no ar em Paraibuna | 26 de novembro de 1962  | 1962 | Paraibuna, São Paulo                                                               | São Paulo           | Erro do piloto | VASP                                                               | 18          | 5           | 26 (todos)                | 0                                 | 0             |
| Choque no ar em Paraibuna | 26 de novembro de 1962  | 1962 | Paraibuna, São Paulo                                                               | São Paulo           | Erro do piloto | Particular                                                         | 2           | 1           | 26 (todos)                | 0                                 | 0             |
| Constellation PP-PDE † | 14 de dezembro de 1962  | 1962 | Rio Preto da Eva, Amazonas                                                         | Amazonas            | Desconhecida | PANAIR                                                             | 44          | 6           | 50 (todos)                | 0                                 | 0             |
| Cruzeiro do Sul 144 PP-CDW ★ | 03 de maio de 1963      | 1963 | São Paulo, São Paulo                                                               | São Paulo           | Falha nos motores | Cruzeiro do Sul                                                    | 44          | 6           | 37                        | 13                                | 13            |
| DC-3 PP-VBV | 01 de julho de 1963     | 1963 | Passo Fundo, Rio Grande do Sul                                                     | Rio Grande do Sul   | Erro do piloto pelas condições climáticas                                                                                         | VARIG                                                              | 9           | 4           | 11                        | 2                                 | 2             |
| VASP 141 | 04 de setembro de 1964  | 1964 | Nova Friburgo, Rio de Janeiro                                                      | Rio de Janeiro      | Colisão com o solo em voo controlado                                                                                              | VASP                                                               | 34          | 5           | 39 (todos)                | 0                                 | 0             |
| Curtiss C-46 PP-BTH | 12 de agosto de 1965    | 1965 | Barra do Bugres, Mato Grosso                                                       | Mato Grosso         | Falha no motor | Paraense                                                           | 9           | 4           | 13 (todos)                | 0                                 | 0             |
| Colisão do Piper Aztec prefixo PP-ETT ★ | 17 de julho de 1967     | 1967 | Fortaleza, Ceará                                                                   | Ceará               | Colisão no ar e erro humano | Particular                                                         | 4           | 2           | 5                         | 1                                 | 1             |
| Colisão do Piper Aztec prefixo PP-ETT ★ | 17 de julho de 1967     | 1967 | Fortaleza, Ceará                                                                   | Ceará               | Colisão no ar e erro humano | Força Aérea Brasileira                                             | 0           | 2           | 0                         | 0                                 | 2 (todos)     |
| VASP 555 | 14 de setembro de 1969  | 1969 | Londrina, Paraná                                                                   | Paraná              | Perda do motor e erro do piloto                                                                                                   | VASP                                                               | 14          | 6           | 20 (todos)                | 0                                 | 0             |
| Paraense 903 | 14 de março de 1970     | 1970 | Belém, Pará                                                                        | Pará                | Baixa visibilidade e erro do piloto                                                                                               | Paraense                                                           | 35          | 4           | 37                        | 2                                 | 2             |
| Cruzeiro do Sul 109 | 01 de junho de 1973     | 1973 | São Luís, Maranhão                                                                 | Maranhão            | Estol durante o pouso | Cruzeiro do Sul                                                    | 16          | 7           | 23 (todos)                | 0                                 | 0             |
| Lufthansa 527 | 26 de julho de 1979     | 1979 | Serra dos Órgãos, Rio de Janeiro                                                   | Rio de Janeiro      | Colisão com o solo em voo controlado após erro na instrução da torre de comando                                                   | Lufthansa                                                          | 0           | 3           | 3 (todos)                 | 0                                 | 0             |
| Transbrasil 303 † | 12 de abril de 1980     | 1980 | Florianópolis, Santa Catarina                                                      | Santa Catarina      | Erro do piloto pelas condições climáticas                                                                                         | Transbrasil                                                        | 50          | 8           | 55                        | 3                                 | 3             |
| Embraer EMB-721 PT-EGI | 01 de junho de 1980     | 1980 | Barra do Graças, Mato Grosso                                                       | Mato Grosso         | Erro humano, violação intencional de procedimentos ou normas                                                                      | Táxi Aereo Garapu                                                  | 4           | 1           | 7 (6 solo)                | 4 (em solo)                       | 4             |
| VASP 168 † | 08 de junho de 1982     | 1982 | Pacatuba, Ceará                                                                    | Ceará               | Colisão com o solo em voo controlado e erro do piloto                                                                             | VASP                                                               | 128         | 9           | 137 (todos)               | 0                                 | 0             |
| Fairchild Hiller FH-227 PT-LBV | 12 de junho de 1982     | 1982 | Tabatinga, Amazonas                                                                | Amazonas            | Mau tempo e problemas no aeroporto                                                                                                | TABA                                                               | 40          | 4           | 44 (todos)                | 0                                 | 0             |
| Bell-212 PT-HIB ★ | 01 de outubro de 1982   | 1982 | Serra da Muquiba, Caatiba, Bahia                                                   | Bahia               | Colisão com terreno montanhoso em razão de condições climáticas adversas e erro humano                                            | VOTEC e Aeróleo Táxi Aéreo S/A                                     | 11          | 3           | 14 (todos)                | 0                                 | 0             |
| Embraer EMB-110 Bandeirante PP-SBC | 28 de junho de 1984     | 1984 | Macaé, Rio de Janeiro                                                              | Rio de Janeiro      | Colisão com o solo em voo controlado                                                                                              | TAM                                                                | 16          | 2           | 18 (todos)                | 0                                 | 0             |
| Hawker Siddeley HS-125-403B FAB-2129 ★ | 08 de setembro de 1987  | 1987 | Serra dos Carajás, Parauapebas Pará                                                | Pará                | Explosão no ar em razão de pássaros nas turbinas                                                                                  | FAB - Força Aérea Brasileira                                       | 6           | 3           | 9 (todos)                 | 0                                 | 0             |
| VASP 375 | 29 de setembro de 1988  | 1988 | Goiânia, Goiás                                                                     | Goiás               | Sequestro por tentativa de ataque terrorista e pane seca                                                                          | VASP                                                               | 98          | 7           | 1                         | 3 (incluindo o sequestrador)      | 104           |
| Transbrasil 801 | 21 de março de 1989     | 1989 | Guarulhos, São Paulo                                                               | São Paulo           | Estol por erro da tripulação | Transbrasil                                                        | 0           | 3           | 25 (todos) (22 solo)      | 100 (em solo)                     | 0             |
| Varig 254 | 03 de setembro de 1989  | 1989 | São José do Xingu, Mato Grosso                                                     | Mato Grosso         | Pane seca por erro da tripulação na leitura do plano de voo                                                                       | VARIG                                                              | 48          | 6           | 12                        | 42                                | 42            |
| Helibrás HB-350 B Esquilo PT-HMK ★ | 12 de outubro de 1992   | 1992 | Angra dos Reis, Rio de Janeiro                                                     | Rio de Janeiro      | Perda de controle por condições meteorológicas desfavoráveis                                                                      | Táxi Aéreo Magirus                                                 | 4           | 1           | 5 (todos)                 | 0                                 | 0             |
| Learjet 25D PT-LSD ★ | 02 de março de 1996     | 1996 | Serra da Cantareira, São Paulo, São Paulo                                          | São Paulo           | Colisão com terreno montanhoso em voo controlado, erro humano e condições climáticas desfavoráveis                                | Madri Taxi Aéreo                                                   | 7           | 2           | 9 (todos)                 | 0                                 | 0             |
| TAM 402 † | 31 de outubro de 1996   | 1996 | Jabaquara, São Paulo                                                               | São Paulo           | Falha no reversor de empuxo, devido a manutenção precária                                                                         | TAM                                                                | 90          | 6           | 99 (todos) (3 solo)       | 0                                 | 0             |
| Varig RG-265 PP-CJO | 14 de fevereiro de 1997 | 1997 | Serra dos Carajás, Parauapebas Pará                                                | Pará                | Perda de controle durante o pouso por condições meteorológicas desfavoráveis, derrapagem com saída da pista e colisão com árvores | VARIG                                                              | 46          | 6           | 1                         | 13                                | 51            |
| TAM 283 | 09 de julho de 1997     | 1997 | Suzano, São Paulo                                                                  | São Paulo           | Explosão de bomba á bordo | TAM                                                                | 55          | 5           | 1                         | 0                                 | 59            |
| Embraer EMB-121 PP-EHJ | 01 de outubro de 1997   | 1997 | Chapecó, Santa Catarina                                                            | Santa Catarina      | Estol em voo por erro humano do piloto                                                                                            | Divisão de Serviços Aéreos do Estado do Rio Grande do Sul - DSA-RS | 5           | 2           | 7 (todos)                 | 0                                 | 0             |
| Bell 206 Jet Ranger PT-YAA | 22 de novembro de 1999  | 1999 | Ipatinga, Minas Gerais                                                             | Minas Gerais        | Colisão com torre elétrica | Cemig                                                              | 2           | 1           | 3 (todos)                 | 0                                 | 0             |
| VASP 280 | 16 de agosto de 2000    | 2000 | Porecatú, Paraná                                                                   | Paraná              | Sequestro e roubo | VASP                                                               | 61          | 6           | 0                         | 0                                 | 67 (todos)    |
| Agusta A109E Power PP-MPA ★ | 27 de julho de 2001     | 2001 | Maresias, São Sebastião, São Paulo                                                 | São Paulo           | Erro humano, condições meteorológicas adversas e ausência de plano de voo                                                         | Particular                                                         | 2           | 2           | 2 (afogamento após queda) | 2                                 | 2             |
| TAM 9755 | 15 de setembro de 2001  | 2001 | Diamantina, Minas Gerais                                                           | Minas Gerias        | Falha não contida no motor | TAM                                                                | 82          | 6           | 1                         | 3                                 | 87            |
| Rico Linhas Aéreas 4823 | 30 de agosto de 2002    | 2002 | Rio Branco, Acre                                                                   | Acre                | Colisão com o solo em voo controlado, agravado pelo mau tempo                                                                     | RICO                                                               | 28          | 3           | 23                        | 8                                 | 8             |
| TAM 3804 | 30 de agosto de 2002    | 2002 | Birigui, São Paulo                                                                 | São Paulo           | Pane seca | TAM                                                                | 24          | 5           | 0                         | 4                                 | 29 (todos)    |
| Maule M-7 235 PT-OTR ★ | 04 de outubro de 2003   | 2003 | Serra do Mar, Guaratuba, Paraná                                                    | Paraná              | Colisão com terreno montanhoso em voo controlado e condições climáticas adversas                                                  | Particular                                                         | 3           | 1           | 4 (todos)                 | 0                                 | 0             |
| Rico Linhas Aéreas 4815 | 14 de maio de 2004      | 2004 | Floresta Amazônica, Amazonas                                                       | Amazonas            | Desconhecida | RICO                                                               | 30          | 3           | 33 (todos)                | 0                                 | 0             |
| Sikorsky S-76A PP-MYM | 22 de julho de 2004     | 2004 | Bacia de Campos, Macaé Rio de Janeiro                                              | Rio de Janeiro      | Falha no motor | BHS - Brazilian Helicopter Services Taxi Aereo SA                  | 9           | 2           | 6                         | 5                                 | 5             |
| Eurocopter AS350 B2 Esquilo PP-EDJ | 29 de dezembro de 2005  | 2005 | Fortaleza, Ceará                                                                   | Ceará               | Desconhecida | Polícia Militar do Estado do Ceará                                 | 2           | 3           | 3                         | 2                                 | 2             |
| TEAM Linhas Aéreas 6865 | 31 de março de 2006     | 2006 | Rio Bonito, Rio de Janeiro                                                         | Rio de Janeiro      | Colisão com o solo em voo controlado                                                                                              | TEAM                                                               | 17          | 2           | 19 (todos)                | 0                                 | 0             |
| Gol 1907 † | 29 de setembro de 2006  | 2006 | Serra do Cachimbo, Pará                                                            | Pará                | Colisão no ar, erro do controlador de tráfego aéreo e TCAS desligado no Legacy 600                                                | GOL Linhas Aéreas Inteligentes                                     | 148         | 6           | 154 (todos)               | 0                                 | 0             |
| Gol 1907 † | 29 de setembro de 2006  | 2006 | Serra do Cachimbo, Pará                                                            | Pará                | Colisão no ar, erro do controlador de tráfego aéreo e TCAS desligado no Legacy 600                                                | ExcelAire                                                          | 5           | 2           | 0                         | 7 (todos)                         | 0             |
| TAM 3054 ‡ ★ | 17 de julho de 2007     | 2007 | São Paulo, São Paulo                                                               | São Paulo           | Configuração irregular dos manetes por possível falha humana                                                                      | TAM                                                                | 181         | 6           | 199 (todos) (12 em solo)  | 13 (em solo)                      | 0             |
| Eurocopter AS-332 L2 Super Puma MK2 PP-MUM | 26 de fevereiro de 2008 | 2008 | Bacia de Campos, Rio de Janeiro                                                    | Rio de Janeiro      | Erro humano e condições meteorológicas adversas                                                                                   | BHS - Brazilian Helicopter Services Taxi Aereo SA                  | 17          | 3           | 5                         | 15                                | 15            |
| Beechcraft Super King Air B200 PT-OSR | 23 de novembro de 2008  | 2008 | Recife, Pernambuco                                                                 | Recife              | Falta de combustível e problema no motor                                                                                          | Banda Calypso                                                      | 8           | 2           | 2                         | 6                                 | 6             |
| Embraer EMB-110 PT-SEA | 07 de fevereiro de 2009 | 2009 | Manacapuru, Amazonas                                                               | Amazonas            | Excesso de peso | Manaus Aerotáxi                                                    | 26          | 2           | 24                        | 4                                 | 4             |
| Embraer EMB-810C Seneca II PT-EUJ ★ | 13 de maio de 2010      | 2010 | Manaus, Amazonas                                                                   | Amazonas            | Erro humano, violação de normas, manutenção atrasada e falha no plano de voo                                                      | Cleiton Táxi Aéreo / JVC Transportes Aéreos                        | 4           | 2           | 6 (todos)                 | 0                                 | 0             |
| Eurocopter AS350 Esquilo PT-HMU ★ | 02 de maio de 2011      | 2011 | São José do Rio Preto, São Paulo                                                   | São Paulo           | Problemas mecânicos | Particular                                                         | 2           | 1           | 0                         | 3                                 | 3             |
| Cessna 208 Caravan PT-OSG | 23 de maio de 2011      | 2011 | Boa Vista, Roraima                                                                 | Roraima             | Abertura de porta em voo e erro do piloto                                                                                         | MEGA                                                               | 1           | 0           | 0                         | 1                                 | 1 (todos)     |
| NOAR Linhas Aéreas 4896 | 13 de julho de 2011     | 2011 | Recife, Pernambuco                                                                 | Pernambuco          | Falha mecânica seguida de incêndio no motor                                                                                       | NOAR                                                               | 2           | 14          | 16 (todos)                | 0                                 | 0             |
| AgustaWestland AW119 Koala MKII - PP-CGO | 08 de maio de 2012      | 2012 | Piranhas, Goiás                                                                    | Goiás               | Falha do motor | Polícia Civil do Estado de Goiás                                   | 6           | 2           | 8 (todos)                 | 0                                 | 0             |
| Eurocopter AS350 Esquilo PP-EIH 01 | 02 de maio de 2013      | 2013 | Rio de Janeiro, Rio de Janeiro                                                     | Rio de Janeiro      | Colisão com árvore | Polícia Civil do Estado do Rio de Janeiro                          | 0           | 5           | 0                         | 5                                 | 5             |
| Cessna 172 PT-CNL | 16 de dezembro de 2013  | 2013 | Teresina, Piauí                                                                    | Piauí               | Excesso de peso durante o voo e falha não contida do motor                                                                        | Aeroclube do Ceará                                                 | 2           | 2           | 4 (todos)                 | 0                                 | 0             |
| Helibrás HB-350BA Esquilo PT-YJJ★ | 07 de junho de 2014     | 2014 | Aruanã, Goiás                                                                      | Goiás               | Imperícia técnica | Particular                                                         | 4           | 1           | 5 (todos)                 | 0                                 | 0             |
| Cessna Citation PR-AFA ★ | 13 de agosto de 2014    | 2014 | Santos, São Paulo                                                                  | São Paulo           | Falha humana pela desorientação por condições meteorológicas desfavoráveis                                                        | Particular                                                         | 2           | 5           | 7 (todos)                 | 11 (em solo)                      | 0             |
| Embraer EMB-201A Ipanema PT-GZV | 23 de março de 2015     | 2015 | Santa Luzia, Maranhão                                                              | Maranhão            | Indeterminado | Centro Agro Aero Ltda.                                             | 0           | 1           | 1 (todos)                 | 0                                 | 0             |
| Eurocopter EC155 PP-LLS | 02 de abril de 2015     | 2015 | Carapicuíba, São Paulo                                                             | São Paulo           | Pá do rotor principal solta durante o voo                                                                                         | Particular                                                         | 1           | 4           | 5 (todos)                 | 1 (em solo)                       | 0             |
| Embraer EMB 820C PT-ENM ★ | 24 de maio de 2015      | 2015 | Rochedo, Mato Grosso do Sul                                                        | Mato Grosso do Sul  | Pane seca e capacitor invertido                                                                                                   | MS Táxi Aéreo                                                      | 2           | 7           | 0                         | 9                                 | 9 (todos)     |
| Bell 206L-3 LongRanger PP-ELA | 23 de setembro de 2015  | 2015 | Maceió, Alagoas                                                                    | Alagoas             | Perda total do controle após arremetida e colisão com a rede elétrica                                                             | Polícia Militar do Estado de Alagoas                               | 2           | 2           | 4 (todos)                 | 0                                 | 0             |
| Robinson R44 Raven II PR-TUN | 04 de dezembro de 2016  | 2016 | São Lourenço da Serra, São Paulo                                                   | São Paulo           | Erro humano e condições meteorológicas adversas                                                                                   | HSC Táxi Aéreo                                                     | 3           | 1           | 4 (todos)                 | 0                                 | 0             |
| Beechcraft King Air PR-SOM ★ | 19 de janeiro de 2017   | 2017 | Paraty, Rio de Janeiro                                                             | Rio de Janeiro      | Perda de controle causada por desorientação espacial e condições meteorológicas adversas                                          | Particular                                                         | 4           | 1           | 5 (todos)                 | 0                                 | 0             |
| Robinson R44 Raven II PR-VIA | 05 de maio de 2018      | 2018 | Vinhedo, São Paulo                                                                 | São Paulo           | Colisão com torre elétrica | Alter Aviation                                                     | 3           | 1           | 0                         | 3                                 | 4             |
| Piper PA-34-220T Seneca V PR-DMC ★ | 22 de julho de 2018     | 2018 | Paula Freitas, Paraná                                                              | Paraná              | Planejamento inadequado de voo, condições meteorológicas desfavoráveis e colisão com árvores                                      | Particular                                                         | 1           | 2           | 3 (todos)                 | 0                                 | 0             |
| Beechcraft King Air PP-SZN | 29 de julho de 2018     | 2018 | São Paulo, São Paulo                                                               | São Paulo           | Em investigação | Particular                                                         | 5           | 2           | 1                         | 6                                 | 6             |
| Bell 206 B PT-HPG ★ | 11 de fevereiro de 2019 | 2019 | São Paulo, São Paulo                                                               | São Paulo           | Falha mecânica por descumprimento dos procedimentos de manutenção                                                                 | Particular                                                         | 1           | 1           | 2 (todos)                 | 1 (em solo)                       | 0             |
| Piper PA-28 PT-KLO ★ | 27 de maio de 2019      | 2019 | Estância, Sergipe                                                                  | Sergipe             | Erro humano | Aeroclube de Alagoas                                               | 1           | 2           | 3 (todos)                 | 0                                 | 0             |
| Cirrus SR20 G2 PR-ETJ | 21 de outubro de 2019   | 2019 | Belo Horizonte, Minas Gerais                                                       | Minas Gerias        | Em investigação | Particular                                                         | 4           | 1           | 4                         | 1                                 | 1             |
| Cessna C550 PT-LTJ | 14 de novembro de 2019  | 2019 | Maraú, Bahia                                                                       | Bahia               | Em investigação | Particular                                                         | 2           | 8           | 5                         | 5                                 | 5             |
| Beechcraft Baron PT-LYG ★ | 24 de janeiro de 2021   | 2021 | Luzimangues, Tocantins                                                             | Tocantins           | Em investigação | Particular                                                         | 5           | 1           | 6 (todos)                 | 0                                 | 0             |
| Beechcraft King Air PS-CSM | 14 de setembro de 2021  | 2021 | Piracicaba, São Paulo                                                              | São Paulo           | Perda de sustentação e erro humano do piloto                                                                                      | CSM Agropecuária                                                   | 5           | 2           | 7 (todos)                 | 0                                 | 0             |
| Beechcraft King Air PT-ONJ ★ | 05 de novembro de 2021  | 2021 | Piedade de Caratinga, Minas Gerais                                                 | Minas Gerias        | Colisão com torre elétrica e erro da leitura do plano de voo                                                                      | PEC Táxi Aéreo                                                     | 3           | 2           | 5 (todos)                 | 0                                 | 0             |
| Sikorsky S-76C++ PR-LCT | 16 de março de 2022     | 2022 | Baía de Camamu, Cairu Bahia                                                        | Bahia               | Erro humano e de planejamento | Líder Táxi Aéreo S.A. Air Brasil                                   | 11          | 2           | 1                         | 12                                | 12            |
| Cessna 208 PT-OQR ★ | 11 de maio de 2022      | 2022 | Boituva, São Paulo                                                                 | São Paulo           | Em investigação | Fly Factory Freefly                                                | 15          | 1           | 2                         | 12                                | 14            |
| Embraer EMB-110 PT-SOG | 16 de setembro de 2023  | 2023 | Barcelos, Amazonas                                                                 | Amazonas            | Em investigação | Manaus Aerotáxi                                                    | 12          | 2           | 14 (todos)                | 0                                 | 0             |
| Cessna 208B PT-MEE | 29 de outubro de 2023   | 2023 | Rio Branco, Acre                                                                   | Acre                | Em investigação | ART Táxi Aéreo                                                     | 10          | 2           | 12 (todos)                | 0                                 | 0             |
| Van's RV-10 PT-ZVL | 23 de dezembro de 2023  | 2023 | Jaboticabal, São Paulo                                                             | São Paulo           | Em investigação | Particular                                                         | 4           | 1           | 5 (todos)                 | 0                                 | 0             |
| Robinson R44 PR-HDB | 31 de dezembro de 2023  | 2023 | Paraibuna, São Paulo                                                               | São Paulo           | Erro humano e condições meteorológicas adversas                                                                                   | CBA Investimentos LTDA e RGI Locações                              | 3           | 1           | 4 (todos)                 | 0                                 | 0             |
| Eurocopter EC 120 B PP-MMA | 02 de janeiro de 2024   | 2024 | Lago de Furnas, Capitólio, Minas Gerais                                            | Minas Gerias        | Em investigação | Âncora MG Participações Societárias LTDA                           | 2           | 2           | 1                         | 3                                 | 3             |
| Robinson R44 PT-YGI | 02 de janeiro de 2024   | 2024 | Santa Luzia, Maranhão                                                              | Maranhão            | Em investigação | Particular                                                         | 0           | 1           | 1 (todos)                 | 0                                 | 0             |
| AgustaWestland AW119 Koala MKII - PR-FKC | 08 de janeiro de 2024   | 2024 | Belo Horizonte, Minas Gerais                                                       | Minas Gerais        | Em investigação | Polícia Rodoviária Federal                                         | 3           | 3           | 0                         | 0                                 | 6             |
| Piper PA-24-260 Comanche C PT-DKA | 25 de janeiro de 2024   | 2024 | Rio Grande da Serra, São Paulo                                                     | São Paulo           | Em investigação | Particular                                                         | 1           | 1           | 2 (todos)                 | 0                                 | 0             |
| EMB-202A PT-VYS | 27 de janeiro de 2024   | 2024 | Palestina, São Paulo                                                               | São Paulo           | Em investigação | Pachu Aviação Agrícola                                             | 0           | 1           | 1 (todos)                 | 0                                 | 0             |
| PA-46 PS-MTG | 28 de janeiro de 2024   | 2024 | Itapeva, Minas Gerais                                                              | Minas Gerais        | Em investigação | Particular                                                         | 5           | 2           | 7 (todos)                 | 0                                 | 0             |
| Robinson R44 Raven II PR-BLZ | 19 de fevereiro de 2024 | 2024 | Goianésia do Pará, Pará                                                            | Pará                | Em investigação | Particular                                                         | 2           | 1           | 3 (todos)                 | 0                                 | 0             |
| Van's Aircraft RV-10 PP-ZJA | 02 de março de 2024     | 2024 | Barreiras, Bahia                                                                   | Bahia               | Em investigação | Particular                                                         | 2           | 1           | 3 (todos)                 | 0                                 | 0             |
| Cessna 208B Grand Caravan PR-AAB | 06 de março de 2024     | 2024 | Belo Horizonte, Minas Gerais                                                       | Minas Gerais        | Em investigação | Polícia Federal                                                    | 2           | 1           | 2                         | 1                                 | 1             |
| Cessna 182P PT-JUN | 18 de março de 2024     | 2024 | Manoel Urbano, Acre                                                                | Acre                | Em investigação | Particular                                                         | 6           | 1           | 3                         | 4                                 | 4             |
| Cessna A188B AGtruck PR-AGA | 23 de março de 2024     | 2024 | Lucas do Rio Verde, Mato Grosso                                                    | Mato Grosso         | Em investigação | Particular                                                         | 0           | 1           | 1 (todos)                 | 0                                 | 0             |
| Piper PA-34-220T Seneca IV PT-WLP | 28 de março de 2024     | 2024 | Jundiaí, São Paulo                                                                 | São Paulo           | Em investigação | Particular                                                         | 0           | 1           | 1 (todos)                 | 0                                 | 0             |
| Embraer EMB-203 Ipanema PS-NSB | 09 de abril de 2024     | 2024 | Ipiranga do Norte, Mato Grosso                                                     | Mato Grosso         | Em investigação | Particular                                                         | 0           | 1           | 1 (todos)                 | 0                                 | 0             |
| Embraer EMB-201A Ipanema PT-GYQ | 14 de abril de 2024     | 2024 | Altamira, Pará                                                                     | Pará                | Em investigação | Particular                                                         | 1           | 1           | 0                         | 2                                 | 2             |
| Piper PA-25-235 Pawnee PR-FAA | 07 de maio de 2024      | 2024 | Iracema, Roraima                                                                   | Roraima             | Em investigação | Particular                                                         | 0           | 1           | 1 (todos)                 | 0                                 | 0             |
| Piper PA-28R-201T PR-GJE | 10 de maio de 2024      | 2024 | Barcarena, Pará                                                                    | Pará                | Em investigação | Particular                                                         | 2           | 1           | 3 (todos)                 | 0                                 | 0             |
| Beech Aircraft Baron 95-B55 PS-BDW | 03 de junho de 2024     | 2024 | Garuva, Santa Catarina                                                             | Santa Catarina      | Em investigação | Particular                                                         | 1           | 1           | 2 (todos)                 | 0                                 | 0             |
| Piper PA-46-500TP PP-DUN | 07 de junho de 2024     | 2024 | Sorriso, Mato Grosso                                                               | Mato Grosso         | Em investigação | Particular                                                         | 1           | 1           | 2 (todos)                 | 0                                 | 0             |
| Acro Sport II PP-XNB | 10 de junho de 2024     | 2024 | Bauru, São Paulo                                                                   | São Paulo           | Em investigação | Particular                                                         | 0           | 1           | 1 (todos)                 | 0                                 | 0             |
| Inpaer Conquest 180 LSA PU-FEM | 12 de junho de 2024     | 2024 | Mirassol d'Oeste, Mato Grosso                                                      | Mato Grosso         | Em investigação | Particular                                                         | 1           | 1           | 2 (todos)                 | 0                                 | 0             |
| Learjet 35 PP-ERR | 23 de julho de 2024     | 2024 | Matupá, Mato Grosso                                                                | Mato Grosso         | Em investigação | Particular                                                         | 1           | 1           | 2 (todos)                 | 0                                 | 0             |
| Beechcraft A55 Baron PS-RCM | 03 de agosto de 2024    | 2024 | Birigui, São Paulo                                                                 | São Paulo           | Em investigação | Particular                                                         | 2           | 1           | 3 (todos)                 | 0                                 | 0             |
| ATR-72 PS-VPB † | 09 de agosto de 2024    | 2024 | Vinhedo, São Paulo                                                                 | São Paulo           | Em investigação | Voepass                                                            | 58          | 4           | 62 (todos)                | 0                                 | 0             |
| Beechcraft King Air PS-AAS | 15 de agosto de 2024    | 2024 | Apiacás, Mato Grosso                                                               | Mato Grosso         | Em investigação | Particular                                                         | 4           | 1           | 5 (todos)                 | 0                                 | 0             |
| Air Tractor Aerotek | 20 de Novembro de 2024  | 2024 | Quirinópolis, Goiás                                                                | Goiás               | Em investigação | Aerotek                                                            | 0           | 0           | 1 (todos)                 | 0                                 | 0             |
| Piper PA-42 Cheyenne PR-NDN | 22 de dezembro de 2024  | 2024 | Gramado, Rio Grande do Sul                                                         | Rio Grande do Sul   | Em investigação | Particular                                                         | 9           | 1           | 10 (todos)                | 17 (em solo)                      | ?             |
| Cessna Citation 525 CJ1 | 09 de janeiro de 2025   | 2025 | Ubatuba, São Paulo                                                                 | São Paulo           | Em investigação | Particular                                                         | 4           | 1           | 1                         | 0                                 | 4             |
| Girocóptero HummingBird H2 PU-HGM | 21 de abril de 2025     | 2025 | Praia de Areias Alvas, entre os municípios de Tibau e Grossos, Rio Grande do Norte | Rio Grande do Norte | Em investigação | Particular                                                         | 1           | 1           | 2 (todos)                 | 0                                 | 0             |
| Notas: † Indica incidente com, pelo menos, 50 mortes • ‡ Indica o acidente com mais mortes • ★ Indica a existência de alguma personalidade notória no vôo |                         |      |                                                                                    |                     | |                                                                    |             |             |                           |                                   |               |

### Envolvendo o Brasil
Os incidentes aéreos envolvendo o Brasil, são incidentes ocorridos fora do espaço aéreo brasileiro, que tem algum envolvimento com o Brasil (sendo a origem ou o destino do voo o Brasil), com alguma personalidade brasileira ou com alguma responsabilidade incumbida ao Brasil. Não é de responsabilidade da ANAC a investigação destes casos, porem solidariamente o Itamaraty oferece auxilio para a investigação do incidente.
| Voo ou nome do incidente | Data                   | Local                                  | Origem                           | Destino              | Envolvimento do Brasil                             | Passageiros | Tripulantes | Vitimas Fatais | Feridos | Sobreviventes |
| --- | ---------------------- | -------------------------------------- | -------------------------------- | -------------------- | -------------------------------------------------- | ----------- | ----------- | -------------- | ------- | ------------- |
| Varig 820 † ★ | 11 de julho de 1973    | Orly, França                           | Rio de Janeiro, Brasil           | Londres, Reino Unido | Empresa e decolagem no país                        | 117         | 17          | 123            | 11      | 11            |
| Air France 447 ‡ | 1 de junho de 2009     | Oceano Atlântico, Águas Internacionais | Rio de Janeiro, Brasil           | Paris, França        | Decolagem no país e vários passageiros brasileiros | 216         | 12          | 228 (todos)    | 0       | 0             |
| LaMia 2933 † ★ | 28 de novembro de 2016 | La Union, Colômbia                     | Santa Cruz de la Sierra, Bolívia | Rionegro, Colômbia   | Passageiros predominantemente brasileiros          | 68          | 9           | 71             | 6       | 6             |
| Notas: † Indica incidente com, pelo menos, 50 mortes • ‡ Indica o acidente com mais mortes • ★ Indica a existência de alguma personalidade notória no vôo |                        |                                        |                                  |                      |                                                    |             |             |                |         |               |

## Imagens dos acidentes
| {{{caption}}}                                           |
| Trem de pouso do Voo TAM 402 que invadiu uma residência |

| {{{caption}}}                                       |
| Asa do Legacy da FAB após choque com o Voo Gol 1907 |

| {{{caption}}}                                                                             |
| Bombeiros retiram corpo dos escombros do Voo TAM 3054, o mais fatal da história do Brasil |

| {{{caption}}}                             |
| Restos do Cessna 208 PT-OSG após acidente |

| {{{caption}}}                                                                                 |
| Equipes de emergência protegem o local do acidente do Eurocopter EC155 prefixo PP-LLS em 2015 |

| |
| Bombeiros retiram corpos do Beechcraft King Air prefixo PT-ONJ que vitimou a cantora Marília Mendonça e outras 4 pessoas em 2021 |

| {{{caption}}}                        |
| Destroços do voo Varig 820 na Itália |

| {{{caption}}} |
| Destroços do voo LaMia 2933 na Colômbia que vitimou diversos jogadores, dirigentes e jornalistas que acompanhavam o time Chapecoense |

## Vitimas notórias
As vitimas notórias são brasileiros com certa notoriedade que acabaram falecendo em incidentes aeronáuticos, dentro ou fora do país.
| Personalidade                          | Idade   | Ocupação                                                                      | Voo                                         | Data                    | Local                                  |
| -------------------------------------- | ------- | ----------------------------------------------------------------------------- | ------------------------------------------- | ----------------------- | -------------------------------------- |
| Adelir Antônio de Carli                | 41 anos | Sacerdote católico e ativista dos direitos humanos                            | Voo com balões de 2008                      | 20 de abril de 2008     | Oceano Atlântico, Águas Internacionais |
| Agostinho dos Santos                   | 22 anos | Cantor e compositor                                                           | Voo Varig 820                               | 11 de julho de 1973     | Orly, França                           |
| Ailton Cesar Junior Alves da Silva     | 22 anos | Futebolista da Chapecoense                                                    | LaMia 2933                                  | 28 de novembro de 2016  | La Union, Colômbia                     |
| Alessandro Novelino                    | 40 anos | Político e empresário                                                         | Voo em seu avião particular                 | 25 de fevereiro de 2012 | Acará, Brasil                          |
| Álvaro Catão                           | 44 anos | Político e engenheiro                                                         | Voo em seu avião particular                 | 12 de agosto de 1941    | São Paulo, Brasil                      |
| Amaury de Medeiros                     | 34 anos | Político e médico sanitarista                                                 | Dornier Do J P-BACA                         | 03 de dezembro de 1928  | Rio de Janeiro, Brasil                 |
| Ananias Elói Castro Monteiro           | 27 anos | Futebolista da Chapecoense                                                    | LaMia 2933                                  | 28 de novembro de 2016  | La Union, Colômbia                     |
| André Warwar                           | 53 anos | Diretor de cinema                                                             | Cessna 208 PT-OQR                           | 11 de maio de 2022      | Boituva, Brasil                        |
| Antônio Gastão de Orléans e Bragança   | 37 anos | Príncipe do Brasil                                                            | Voo em seu avião particular                 | 29 de novembro de 1918  | Edmonton, Reino Unido                  |
| Arthur Maia                            | 24 anos | Futebolista da Chapecoense                                                    | LaMia 2933                                  | 28 de novembro de 2016  | La Union, Colômbia                     |
| Attilio Corrêa Lima                    | 42 anos | Engenheiro, arquiteto, urbanista e paisagista                                 | Junkers PP-SPD                              | 27 de agosto de 1943    | Rio de Janeiro, Brasil                 |
| Augusto Severo de Albuquerque Maranhão | 38 anos | Aeronauta, inventor e político                                                | Voo teste do dirigível Paz                  | 12 de maio de 1902      | Paris, França                          |
| Bento Hinoto                           | 26 anos | Guitarrista da banda Mamonas Assassinas                                       | Learjet 25D PT-LSD                          | 02 de março de 1996     | Serra da Cantareira, Brasil            |
| Bruno Rangel                           | 34 anos | Futebolista da Chapecoense                                                    | LaMia 2933                                  | 28 de novembro de 2016  | La Union, Colômbia                     |
| Bernardo Ribas Carli                   | 32 anos | Político                                                                      | Piper PA-34-220T Seneca V prefixo PR-DMC    | 22 de julho de 2018     | Paula Freitas, Brasil                  |
| Caio Júnior                            | 51 anos | Treinador da Chapecoense                                                      | LaMia 2933                                  | 28 de novembro de 2016  | La Union, Colômbia                     |
| Carlos Alberto Fernandes Filgueiras    | 69 anos | Empresário                                                                    | Beechcraft King Air PR-SOM                  | 19 de janeiro de 2017   | Paraty, Brasil                         |
| Cásper Líbero                          | 54 anos | Jornalista e inventor                                                         | Junkers PP-SPD                              | 27 de agosto de 1943    | Rio de Janeiro, Brasil                 |
| Cinthia Régia Gomes do Livramento      | 46 anos | Política, professora e pedagoga                                               | Embraer EMB-810C Seneca II PT-EUJ           | 13 de maio de 2010      | Manaus, Brasil                         |
| Cláudio Figueiredo Diz                 | 23 anos | Futebolista                                                                   | Voo em seu avião particular                 | 20 de dezembro de 1984  | Nova Friburgo, Brasil                  |
| Cléber Santana                         | 35 anos | Futebolista da Chapecoense                                                    | LaMia 2933                                  | 28 de novembro de 2016  | La Union, Colômbia                     |
| Clériston Andrade                      | 57 anos | Politico e pastor                                                             | Bell-212 PT-HIB                             | 01 de outubro de 1982   | Caatiba, Brasil                        |
| Delfim de Pádua Peixoto Filho          | 75 anos | Político e advogado                                                           | LaMia 2933                                  | 28 de novembro de 2016  | La Union, Colômbia                     |
| Dener Assunção Braz                    | 25 anos | Futebolista da Chapecoense                                                    | LaMia 2933                                  | 28 de novembro de 2016  | La Union, Colômbia                     |
| Deva Pascovicci                        | 51 anos | Jornalista                                                                    | LaMia 2933                                  | 28 de novembro de 2016  | La Union, Colômbia                     |
| Dinho                                  | 24 anos | Cantor e compositor da banda Mamonas Assassinas                               | Learjet 25D PT-LSD                          | 02 de março de 1996     | Serra da Cantareira, Brasil            |
| Edson Queiroz                          | 57 anos | Empresário                                                                    | VASP 168                                    | 08 de junho de 1982     | Pacatuba, Brasil                       |
| Eduardo Campos                         | 49 anos | Político e economista                                                         | PR-AFA                                      | 13 de agosto de 2014    | Santos, Brasil                         |
| Evandro Chagas                         | 35 anos | Médico                                                                        | Choque no ar da enseada de Botafogo         | 08 de novembro de 1940  | Botafogo, Brasil                       |
| Everton Kempes                         | 34 anos | Futebolista da Chapecoense                                                    | LaMia 2933                                  | 28 de novembro de 2016  | La Union, Colômbia                     |
| Fernanda Vogel                         | 20 anos | Modelo                                                                        | Agusta A109E Power PP-MPA                   | 27 de julho de 2001     | Maresias, Brasil                       |
| Fernandão                              | 36 anos | Futebolista                                                                   | HB-350BA Esquilo PT-YJJ                     | 07 de junho de 2014     | Aruanã, Brasil                         |
| Fernando Ferrari                       | 42 anos | Político e economista                                                         | Voo em seu avião particular                 | 25 de maio de 1963      | Torres, Brasil                         |
| Filinto Müller                         | 73 anos | Político e militar                                                            | Varig 820                                   | 11 de julho de 1973     | Orly, França                           |
| Filipe José Machado                    | 32 anos | Futebolista da Chapecoense                                                    | LaMia 2933                                  | 28 de novembro de 2016  | La Union, Colômbia                     |
| Gabriel Diniz                          | 28 anos | Cantor e compositor                                                           | Piper PA-28 PT-KLO                          | 27 de maio de 2019      | Estância, Brasil                       |
| Galeão Coutinho                        | 53 anos | Jornalista, escritor, tradutor e poeta                                        | Douglas C-47-DL PP-YPX                      | 17 de setembro de 1951  | Ubatuba, Brasil                        |
| Giocondo M. Grotti                     | 43 anos | Bispo católico                                                                | Voo em seu avião particular                 | 28 de setembro de 1971  | Sena Madureira, Brasil                 |
| Guilherme Gimenez de Souza             | 21 anos | Futebolista da Chapecoense                                                    | LaMia 2933                                  | 28 de novembro de 2016  | La Union, Colômbia                     |
| Henrique Brito Filho                   | 48 anos | Politico e contador                                                           | Bell-212 PT-HIB                             | 01 de outubro de 1982   | Caatiba, Brasil                        |
| Humberto de Alencar Castelo Branco     | 69 anos | Ex-presidente do Brasil                                                       | Piper Aztec PP-ETT                          | 17 de julho de 1967     | Fortaleza, Brasil                      |
| Joaquim Pedro Salgado Filho            | 62 anos | Político e advogado                                                           | Locked L-18 Lodestar PP-SAA                 | 28 de julho de 1950     | São Francisco de Assis, Brasil         |
| Jorge Lacerda                          | 43 anos | Médico, jornalista e político                                                 | Cruzeiro do Sul - Convair CV-440 PP-CEP/CFE | 16 de junho de 1958     | São José dos Pinhais, Brasil           |
| José Carlos Martinez                   | 55 anos | Empresário e político                                                         | Maule MT-7 PT-OTR                           | 04 de outubro de 2003   | Guaratuba, Brasil                      |
| José Carlos Pace                       | 32 anos | Piloto de F1                                                                  | Voo em seu avião particular                 | 18 de março de 1977     | Mariporã, Brasil                       |
| José Gaspar de Afonseca e Silva        | 42 anos | Arcebispo e Bispo católico                                                    | Junkers PP-SPD                              | 27 de agosto de 1943    | Rio de Janeiro, Brasil                 |
| José Gildeixon Clemente de Paiva       | 29 anos | Futebolista da Chapecoense                                                    | LaMia 2933                                  | 28 de novembro de 2016  | La Union, Colômbia                     |
| Josimar Rosado da Silva Tavares        | 30 anos | Futebolista da Chapecoense                                                    | LaMia 2933                                  | 28 de novembro de 2016  | La Union, Colômbia                     |
| Júlio Delamare                         | 45 anos | Jornalista e locutor esportivo                                                | Vôo Varig 820                               | 01 de julho de 1928     | Orly, França                           |
| Júlio Rasec                            | 28 anos | Tecladista da banda Mamonas Assassinas                                        | Learjet 25D PT-LSD                          | 02 de março de 1996     | Serra da Cantareira, Brasil            |
| Lauro Farani Pedreira de Freitas       | 49 anos | Engenheiro e político                                                         | Voo em seu avião particular                 | 11 de setembro de 1950  | Bom Jesus da Lapa, Brasil              |
| Leila Diniz                            | 27 anos | Atriz                                                                         | Japan Airlines 471                          | 14 de junho de 1972     | Nova Deli, Índia                       |
| Leoberto Leal                          | 45 anos | Advogado e político                                                           | Cruzeiro do Sul - Convair CV-440 PP-CEP/CFE | 16 de junho de 1958     | São José dos Pinhais, Brasil           |
| Lineu de Paula Machado                 | 61 anos | Empresário                                                                    | Lockheed Lodestar PP-PBG                    | 28 de setembro de 1942  | Santo André, Brasil                    |
| Lucas Gomes da Silva                   | 26 anos | Futebolista da Chapecoense                                                    | LaMia 2933                                  | 28 de novembro de 2016  | La Union, Colômbia                     |
| Lúcia Miguel Pereira                   | 58 anos | Escritora, critica e tradutora                                                | Choque no ar em Ramos                       | 22 de dezembro de 1959  | Ramos, Brasil                          |
| Luís Filipe De Nadal                   | 47 anos | Bispo católico                                                                | DC-3 PP-VBV                                 | 01 de julho de 1963     | Passo Fundo, Brasil                    |
| Luís Paulistano D’Orleans Paulistano   | 46 anos | Jornalista                                                                    | Bell 47J Ranger prefixo N-7005              | 21 de fevereiro de 1961 | Petrópolis, Brasil                     |
| Luiz Jacinto Silva                     | 40 anos | Humorista                                                                     | Paraense 903                                | 14 de março de 1970     | Belém, Brasil                          |
| Manuel Amoroso Costa                   | 43 anos | Matemático e professor                                                        | Dornier Do J P-BACA                         | 03 de dezembro de 1928  | Rio de Janeiro, Brasil                 |
| Marcelo Augusto Mathias da Silva       | 25 anos | Futebolista da Chapecoense                                                    | LaMia 2933                                  | 28 de novembro de 2016  | La Union, Colômbia                     |
| Marcos Danilo Padilha                  | 31 anos | Futebolista da Chapecoense                                                    | LaMia 2933                                  | 28 de novembro de 2016  | La Union, Colômbia                     |
| Marcos Freire                          | 56 anos | Advogado, professor e político                                                | Hawker Siddeley HS-125-403B FAB-2129        | 08 de setembro de 1987  | Pará, Brasil                           |
| Marília Mendonça                       | 26 anos | Cantora e compositora                                                         | Beechcraft King Air PT-ONJ                  | 05 de novembro de 2021  | Piedade de Caratinga, Brasil           |
| Mário Sérgio                           | 66 anos | Treinador e futebolista brasileiro                                            | LaMia 2933                                  | 28 de novembro de 2016  | La Union, Colômbia                     |
| Mateus Caramelo                        | 22 anos | Futebolista da Chapecoense                                                    | LaMia 2933                                  | 28 de novembro de 2016  | La Union, Colômbia                     |
| Matheus Biteco                         | 21 anos | Futebolista da Chapecoense                                                    | LaMia 2933                                  | 28 de novembro de 2016  | La Union, Colômbia                     |
| Maurício Cardoso                       | 49 anos | Político                                                                      | Voo em seu avião particular                 | 02 de maio de 1938      | Santos, Brasil                         |
| Nereu Ramos                            | 69 anos | Ex-presidente do Brasil                                                       | Cruzeiro do Sul - Convair CV-440 PP-CEP/CFE | 16 de junho de 1958     | São José dos Pinhais, Brasil           |
| Oswaldo Casado Gomes                   | 39 anos | Padre católico, sacerdote, educador, fundador e diretor do Colégio Medianeira | Cruzeiro do Sul - Convair CV-440 PP-CEP/CFE | 16 de junho de 1958     | São José dos Pinhais, Brasil           |
| Paulo Julio Clement                    | 51 anos | Jornalista                                                                    | LaMia 2933                                  | 28 de novembro de 2016  | La Union, Colômbia                     |
| Ricardo Boechat                        | 66 anos | Jornalista                                                                    | Bell 206B PT-HPG                            | 11 de fevereiro de 2019 | São Paulo, Brasil                      |
| Ricardo João Kirk                      | 41 anos | Militar e aviador                                                             | Missão militar                              | 01 de março de 1915     | General Carneiro, Brasil               |
| Roberto Silveira                       | 37 anos | Político                                                                      | Bell 47J Ranger prefixo N-7005              | 28 de fevereiro de 1961 | Petrópolis, Brasil                     |
| Roger Agnelli                          | 56 anos | Banqueiro e empresário                                                        | Voo em seu avião particular                 | 19 de março de 2016     | São Paulo, Brasil                      |
| Rogério da Silva Rego                  | 48 anos | Politico e advogado                                                           | Bell-212 PT-HIB                             | 01 de outubro de 1982   | Caatiba, Brasil                        |
| Rômulo Arantes                         | 42 anos | Nadador e ator                                                                | Acidente em um ultraleve                    | 10 de junho de 2000     | Maripá de Minas, Brasil                |
| Rui Facó                               | 49 anos | Escritor, jornalista e ativista                                               | Voo do Lloyd Aéreo Boliviano                | 05 de março de 1963     | Cordilheira dos Andes, Bolívia         |
| Samuel Reoli                           | 22 anos | Baixista da banda Mamonas Assassinas                                          | Learjet 25D PT-LSD                          | 02 de março de 1996     | Serra da Cantareira, Brasil            |
| Sergio Manoel Barbosa Santos           | 27 anos | Futebolista da Chapecoense                                                    | LaMia 2933                                  | 28 de novembro de 2016  | La Union, Colômbia                     |
| Sérgio Reoli                           | 26 anos | Baterista da banda Mamonas Assassinas                                         | Learjet 25D PT-LSD                          | 02 de março de 1996     | Serra da Cantareira, Brasil            |
| Severo Gomes                           | 68 anos | Político                                                                      | Helibrás HB-350 B Esquilo PT-HMK            | 12 de outubro de 1992   | Angra dos Reis, Brasil                 |
| Teori Zavascki                         | 68 anos | Ministro da suprema corte e advogado                                          | Beechcraft King Air PR-SOM                  | 19 de janeiro de 2017   | Paraty, Brasil                         |
| Willian Thiego                         | 30 anos | Futebolista da Chapecoense                                                    | LaMia 2933                                  | 28 de novembro de 2016  | La Union, Colômbia                     |
| Tiago da Rocha Vieira                  | 22 anos | Futebolista da Chapecoense                                                    | LaMia 2933                                  | 28 de novembro de 2016  | La Union, Colômbia                     |
| Tuka Rocha                             | 36 anos | Piloto automobilístico                                                        | Voo em avião particular                     | 17 de novembro de 2019  | Salvador, Brasil                       |
| Ulysses Guimarães                      | 76 anos | Político e advogado                                                           | Helibrás HB-350 B Esquilo PT-HMK            | 12 de outubro de 1992   | Angra dos Reis, Brasil                 |
| Victorino Chermont                     | 43 anos | Jornalista                                                                    | LaMia 2933                                  | 28 de novembro de 2016  | La Union, Colômbia                     |